# Monte Matutum
Il monte Matutum è uno stratovulcano attivo costituito di andesite situato nel territorio di Cotabato, nella parte più meridionale della grande isola di Mindanao, nell'estremo sud dell'arcipelago delle Filippine. Affacciato sulla città di General Santos, si erge per 2 286 m sopra il livello del mare ed è caratterizzato sulla sommità dal residuo di un cratere largo 320 metri e profondo 120 coperto di vegetazione e interrotto da tre gole. Intorno all'edificio vulcanico sono osservabili depositi piroclastici silicei. A circa 5 chilometri a Ovest-sud-ovest del vulcano si trovano le fonti di acqua calda Akmoan e Linan.

## Attività eruttive storiche
L'attività vulcanica storica del Monte Matutum non è chiaramente ricostruibile, ma vi è certezza di una eruzione avvenuta intorno all'anno 1290; testimonianze riportano inoltre di una intensa emissione di fumo nel marzo del 1911..
Nel 2011, cento anni dopo l'episodio del 1911, le popolazioni locali espressero viva preoccupazione per alcuni segnali che sarebbero stati prodromici a una nuova eruzione del Matutum: tremori del suolo, sbuffi di fumo dal cratere, vegetazione bruciata e discesa a valle di animali selvatici. Tuttavia una ricognizione di specialisti del PHIVOLCS rassicurò i residenti che nessuno di quei segni sarebbero stati precursori di nuove attività vulcaniche.

## Area paesaggistica protetta del monte Matutum
Il vulcano è compreso nell'Area paesaggistica protetta del monte Matutum, creata nel 1995 dall'allora presidente delle Filippine Fidel Valdez Ramos: l'area protetta si estende intorno al vulcano su un'area di 156 chilometri quadrati. Nel 2006 il Governo filippino, per mezzo del DENR ha fatto richiesta che l'area rientri nella lista dei patrimoni dell'Umanità.

## Fauna
Nel 2013 l'International Network for Natural Sciences (INNSPUB) del Bangladesh ha condotto uno studio in loco sui ragni presenti sulle falde del Matutum: lo studio, pubblicato sul Journal of Biodiversity and Environmental Sciences, ha evidenziato l'esistenza di 23 specie diverse di ragni appartenenti a 19 generi e 9 famiglie: sei specie sono state definite probabilmente sconosciute. La specie più comune è stata osservata essere Leucauge decorata.
Il Matutum è uno dei due soli luoghi dove si trova Tarsomys echinatus, roditore della famiglia dei muridi.